# Вакханки (трагедия)
 Тази статия е за трагедията от Еврипид.  За жените от кортежа на бог Дионис вижте Вакханки (митология).  
„Вакханки“ (гръцки: Βάκχαι) е древногръцка трагедия, от последните на атинския поет и драматург Еврипид.
Създадена през 405 г. пр.н.е., когато той е в изгнание в двора на макендонския цар Архелай. Трагедията е поставена след смъртта на поета. Сюжетът ѝ е свързан с мита за Дионис и навлизането на неговия култ в елинските земи. Той е част от Тиванския митологичен цикъл. Съдържа в себе си историята на утвърждаването на атическата драма в нейните три разклонения – трагедия, комедия, драма на сатирите.

## Мит за Дионис
Според мита Дионис е родом от Тива. Той е син на Зевс и дъщерята на Кадъм, основателя на Тива – Семела. Подмамена от ревнивата Хера да поиска от Зевс да ѝ се яви в божествения си облик, Семела загива от мълниите му, а Зевс успява да спаси недоносения Дионис и да го доноси в бедрото си. Дионис е установил своя култ в Мала Азия и пристига в родния си град, съпровождан от свита вакханки, с намеренията да го въведе и там. Тиванският народ отказва да го признае и оспорва божествения му произход. Вследствие на това Дионис поразява тиванките с безумие и ги заставя да се отдадат на вакхически оргии. Въпреки предупрежденията на жреца Тирезий, Пентей, получил властта над града от своя дядо Кадъм, забранява честването на новия бог. Дионис изпраща безумие и на царя. Тиванският владетел, облечен във вакхически дрехи, тръгва заедно с жените, за да види оргиите. Вакханките, сред които и Агава и нейните сестри, се нахвърлят върху Пентей, мислейки го за див звяр. Това е наказанието, което царят получава за незачитането на новопоявилия се култ. Така Дионис доказва своята власт.

## Култ към бог Дионис
Култът е свързан с екстатично божество, привнесено от чужда култура – Мала Азия или Тракия, посрещнато враждебно в Атина. Богът на творческите сили се нарича още Вакх, Бакхус, Бакхий. Негови въплъщения са лоза, дървета, животни. Най-примитивните форми на култа към бог Дионис идват от Тракия. Поклонниците му са жени. Те извършвали нощни религиозни служби в светлината на факли, под звуците на флейти и тимпани. Обличали се в животински кожи, с рога и представлявали свитата на Дионис. Танцували, опиянени от вино, докато не изпаднели в религиозен екстаз. Тогава разкъсвали животното, което въплъщавало бога и го изяждали сурово, изяждайки самия бог. В това състояние на обладаност от бога мъжете ставали бакханти, а жените вакханки (менади). След като бога бил разкъсан се разигравало неговото възкръсване. Религията на Дионис идва от VII-VI век пр.н.е. Страстите му получават нравствено осмисляне и около разкъсвания и оживяващ бог се разиграва проблематика за борба между добро и зло, за изкуплението от невинния.

## Драматическо действие

### Пролог
Дионис е пристигнал в Тива, родния град на майка му Семела, за да установи своя култ. Нейните сестри – Агава, Ино и Автоноя не признават божествеността му. Не го смятат за син на Зевс и твърдят, че това е лъжа, която цели да прикрие, че Семела е забременяла от смъртен. Дионис е наказал дъщерите на Кадъм и останалите тиванки с лудост и сега те като вакханки честват Дионисовия култ, обхванати от оргиастично безумие. Богът се заканва да накаже Пентей, царя на Тива, който „богоборства насреща“ му и забранява да се правят жертвоприношения в негова чест. Дионис заявява, че ще се появи в образа на смъртен, за да докаже на Пентей и тиванците, че е син на Зевс.
„Ще му докажа, че роден съм бог
на него и на всичките тиванци.“

### Парод
С излизането си на сцената Хорът се представя като дружина вакханки (менади), възпяваща с празнични химни бог Дионис.
„напред, вакханки,
гордост на Тмол златоструен,
пейте сега за Дионис
под тежък тимпанен ритъм,
евой, с песни славете бога....“
В песните екстазно се описва вакхическият възторг. Богът е наричан още Бакхус и Бромий („бурният“, „шумящият“). Дионис тръгва към планината, където менадите ще отслужат Дионисиевите ритуали.

### Първи епизод
Появяват се слепият жрец Тирезий, а след него и дядото на Пентей – Кадъм. И двамата имат намерение да почетат Дионис. Отправят се към култовото място, наметнали кожи от елен и хванали тирсове. Влиза Пентей, обхванат от възмущение и гняв към вакханките, напуснали домовете си и превърнали се в бедствие за Тива. Според него оргиите на Дионисовите дружини са измислени и „престъпни“ – смесват култа към Афродита с този към Бакхус. Царят заявява, че ще „сложи край на вредното вакханстване“. Пентей вижда жреца Тирезий и дядо си Кадъм, приготвени да се присъединят към вакхическата дружина. Той се възмущава и засрамва, предвид възрастта им и ги призовава да захвърлят бръшляна и тирса. Пентей е обвинен в богохулство от Тирезий, Хора и Кадъм. Те го приканват да приеме новия обичай. Тирезий разяснява смисъла на култа. Жрецът говори за Дионис като част от олимпийските богове. Представя аналогии между тях. Пентей отказва да стане част от ритуала.
„Не ме докосвай – бягай да вакханстваш,
но с глупостта си мен не заразявай!“

### Първи стазим
Пентей е упрекнат, че отдалечава човека от бога. Изразява се идеята, че честването на Дионис скъсява дистанцията между богати и бедни.
„Еднаква радост раздава той,
еднаква за богат и за бедняк.“

### Втори епизод
Слугите водят Дионис, преоблечен като участник в Бакхусовия култ. Той е със завързани ръце – оставил се доброволно да бъде пленен и откаран при царя на Тива. Пентей задава въпроси на пленника, без да му е известно кой е. Думите на царя изразяват скептицизъм към отговорите на „пленника“ и го обвинява в незачитане на царската власт. В резултат на диалога Дионис е затворен в тъмница. Пентей не приема предупрежденията му за последващото наказание.

### Втори стазим
Хорът обвинява Пентей, не почита новопоявилото се божество. Нарича го „противник на боговете“.

### Трети епизод
Дионис се е освободил от оковите и отново е пред двореца на Пентей. Започва вакхическото шествие. По същото време се разказва как Пентей е допуснал пленника му да избяга под влияние на Дионис. Пентей е разгневен и объркан. Дионис отново се опитва да го убеди в своята мощ. Влиза Вестител. Разказва за вакхическото сборище, на което е бил свидетел. Твърденията му са противоположни с тези на Пентей. Вакханките са описани като ревностни и непорочни жрици. Вестителят призовава царя на Тива да приеме бога Дионис. Разгневен, Пентей се заканва да спре „безчинството“ на вакханките. Дионис убеждава Пентей, че за да стигне до вакханките трябва да се преоблече като една от тях. Под влиянието на Дионисовите думи Тиванският цар е склонен да се облече в женски вакхански дрехи.

### Трети стазим
Възхвалява се силата на божеството. Този, който не приема величието на бог Дионис, бива строго наказан.
„с помрачена мисъл отрича
богу слава да въздаде“
Божеството винаги има мощ над смъртните.

### Четвърти епизод
Дионис излиза от двореца с Пентей. Царят на Тива разпитва преоблечения като вакхант бог дали изглежда добре в точно както трябва да изглежда една вакханка.
„За да приличам точно на вакханка,
с коя ръка, кажи, да хвана тирса?“
Фактът, че царят ще премине през Тива в женски вакхански дрехи, кара Бакхус да се чувства още по-велик.

### Екзод
Втори Вестител известява Хора, че Пентей е мъртъв. Хорът е радостен. Вестителят разказва, че Пентей, измамен от преоблечения Бакхус, стига до мястото, където ще се извърши култът. Богът, вече разкрит, призовал жените да нападнат царя на Тива. Агава и нейните сестри, в състояние на умопомрачение, първи налетели на Пентей. Агава разкъсала сина си, въобразявайки си, че по време на лов убива необикновен лъв.
...но с пяна на устата,
с очи безумно
извърнати, от Бакхий обладана,
лишена от ума си..."
Нейните сестри довършили тази жестокост. Майката на тиванския цар, още под влияние на вакхическите страсти, гордо показва на Кадъм главата на внука му. Старецът е съкрушен от жестокото престъпление. Временното заблуждение на Агава отминава и тя научава истината за извършеното от нея убийство. Дядото и майката на разкъсания цар са съкрушени. Дионис заявява на Кадъм, че ще бъде превърнат в змея, а жена му Хармония – в змия. Агава моли Дионис за прошка, но едновременно с това го укорява, че наказанието е прекалено жестоко. Кадъм се сбогува с дъщеря си.

## Характери в трагедията
- Дионис – Дионис е краен, жесток в желанието да въведе своя култ в Тива и да отмъсти на Пентей и роднините му за унизителното незачитане. Действията му са прекалено коварни, макар че е в правото си.
- Пентей – Владетелят на Тива е цивилизован и рационален, държи на установения в държавата ред. Не приема новия култ. Заради това свое неподчинение към бога, той е наказан с безумие и заставен да се включи в култа.
- Тирезий – Слепият жрец не се противопоставя на установяващия се култ.
- Кадъм – Дядо на Пентей. Не е сигурен в отношението си към Дионисовия култ. Съветва Пентей да не се противи пред бога, за да го предпази от смърт.
- Агава – Майка на Пентей. Тя е един от най-трагичните образи в драмата. Обладана от „вакхически страсти“, тя разкъсва собствения си син.

## Адаптации
- Пиеса „Вакханки“ по Еврипид
- Опера „Вакханки“ – „Le baccanti“ 1914 г. композитор Джорджо Федерико Гедини, Италия

- Филм „Вакханки“ – Le baccanti 1961 г., режисьор Джорджо Ферони, Италия
- Спектакъл „Вакханки“ по Еврипид – 2015 г., режисьор Теодорос Терзопулос, Русия